# Orenburska Prezydencka Szkoła Kadetów
Orenburska Prezydencka Szkoła Kadetów (ros. Оренбургское президентское кадетское училище), uprzednio Orenburska Suworowska Szkoła Wojskowa (ros. Оренбургское суворовское военное училище) – specjalistyczna szkoła w ZSRR i Rosji dla młodzieży w wieku szkolnym, odpowiednik liceum wojskowego.
Radzieckie specjalistyczne szkoły wojskowe dla młodzieży zostały utworzone po napaści Niemiec na ZSRR, zgodnie z postanowieniem Rady Komisarzy Ludowych ZSRR z 21 sierpnia 1943 „w sprawie pilnych działań w celu przywrócenia gospodarki na terenach wyzwolonych spod okupacji niemieckiej”. Oprócz innych form pomocy dla sierot wojennych (sierocińce) była również część dotycząca utworzenia skoszarowanych szkół wojskowych dla dzieci i młodzieży. Wtedy właśnie szkoły średnie tego typu otrzymały swoją nazwę od rosyjskiego generała Aleksandra Suworowa.
Szkoły zapewniały wykształcenie średnie i jednocześnie przygotowały swoich uczniów do wstąpienia do wyższych wojskowych szkół dowódczych wojsk lądowych.
Absolwenci SWU nazywają siebie „suworowcami”.

## Historia szkoły
Stalingradzka Suworowska Szkoła Wojskowa (ros. Сталинградское СВУ) została utworzona w 1943.
W 1946 została przeniesiona do Czkałowa, od 1957 była to Czkałowska Suworowska Szkoła Wojskowa (ros. Чкаловское СВУ), a w związku ze zmianą nazwy miasta-siedziby od 1958 Orenburska Suworowska Szkoła Wojskowa (ros. Оренбургское СВУ).
W 1968 szkoła została zamknięta.
14 maja 2009 Władimir Putin w imieniu rządu Rosji podpisał rozporządzenie o utworzeniu Orenburskiej Suworowskiej Szkoły Wojskowej (ros. Оренбургского суворовского военного училища), w dyspozycji Ministerstwa Obrony.
Szkoła przeznaczona jest dla 840 kadetów.